# Balocharella bulbulla
Balocharella bulbulla är en insektsart som beskrevs av Webb 1983. Balocharella bulbulla ingår i släktet Balocharella och familjen dvärgstritar. Inga underarter finns listade i Catalogue of Life.